# Armando Martins
Armando da Silva Martins (Setúbal, 4 marzo 1905 – Setúbal, 28 aprile 1961) è stato un calciatore portoghese, di ruolo attaccante.

## Carriera
Ha esordito con la nazionale portoghese nel 1926. Ha preso anche parte alle Olimpiadi del 1928.